# 엔조 피네다
엔조 피네다(Enzo Pineda, 1990년 8월 12일 ~ )은 필리핀의 배우이다.